# Richard Gough (historien)
Ne doit pas être confondu avec Richard Gough.
Richard Gough est un historien anglais, surnommé le Camden du XVIIIe siècle, né à Londres le 21 octobre 1735, mort le 20 février 1809. 

## Biographie
Il est le fils de Harry Gough, marchand et député. Il eut de bonne heure le goût de l’étude, traduisit à douze ans, du français en anglais, une Histoire de la Bible (1747, in-fol.), parcourut les différentes parties de l’Angleterre et de l’Écosse, et devint, en 1767, membre de la Société des antiquaires, qui l’élut président en 1774, puis membre de la Royal Society (1775). 
Il a consacré toute sa vie, et une grande fortune, à des recherches sur les antiquités et la littérature anglo-saxonne. 

## Œuvres
- History of Carausius (1762 ; in-4°)
- Anecdotes of British topography (1768 et 1780, 2 vol. in-4°)
- Sepulchral monuments of Great Britain (1786-1792, 2 vol. in-4°)
- The History of presby in Essex (1803, in-4°).